# Eugies
Eugies (en borain Widjî) est une section de la commune belge de Frameries, située en Région wallonne dans la province de Hainaut.
C'était une commune à part entière avant la fusion des communes de 1977.

## Étymologie
Ce village doit son nom à un domaine qui s’y trouvait autrefois et dont le propriétaire s’appelait ou Wis, ou Wion ou Iwo. Dès 1167, on retrouve, dans des textes authentiques, certaines variantes du mot lwegies, Ugies ou Vigies. Les habitants ont d’ailleurs conservé ce terme en le déformant un peu dans leur patois : Widgies.
Le surnom du village est "widgies poirette". Pourquoi ? À une certaine époque les champs et pairies du village étaient recouverts de haies d'aubépine et le fruit de cet arbuste donne des petites poires (poirettes).
Hypothèse gauloise plus réaliste. Vient du gaul. iwy, if, arbre sacré parmi d'autres pour nos ancêtres Gaulois. Réputé sans doute pour ses bois d'if.

## Géographie

### Situation
Eugies est un village situé dans la province de Hainaut en Belgique.
Eugies est bordé au nord par les villages de Pâturages, de La Bouverie et de Frameries. À l’est par Genly. À l’ouest par Dour et Blaugies, et au sud par Sars-La-Bruyère.
Eugies a une superficie de 821 hectares 12 ares 85 centiares.

### Communes fusionnées de l'entité de Frameries
À la suite de la fusion des communes en 1977, la commune d’Eugies est rattachée à l’entité de Frameries (composée des anciennes communes de Frameries, Noirchain, La Bouverie, Sars-La-Bruyère et Eugies). Eugies est un village du Borinage.

## Évolution démographique
La population n’a cessé d’évoluer au cours de l’Histoire. Les premières traces de recensement datent de 1406. Il y avait alors 46 foyers. Un foyer correspondait à une famille de 7-10 personnes. Aujourd’hui, un foyer correspond en moyenne à 2,3 personnes.
1406 : 46 foyers ;
1444 : 40 foyers ;
1469 : 52 foyers ;
1531 : 47 foyers ;
1540 : 65 foyers ;
1787 : 950 habitants ;
1816 : 1 131 habitants.
- Sources : INS, Rem. : 1831 jusqu'en 1970 = recensements, 1976 = nombre d'habitants au 31 décembre[2].

## Histoire
L’autel d’Eugies appartenait à l’abbaye de Saint-Ghislain. La seigneurie dépendait en partie de la manse épiscopale de Cambrai et en partie successivement des familles d’Eugies, Compère de Presles, etc.
Vers 1700, François de Salignac de La Mothe-Fénelon, dit Fénelon, l’illustre archevêque de Cambrai, habita quelque temps ce village. Sa demeure, longtemps appelée « la Belle Maison », se trouvait aux limites de Pâturages et d’Eugies. C’est là, assure-t-on, qu’il écrivit une partie de son livre : Les Aventures de Télémaque. Mais on affirme tant de choses…
Eugies est un village à la fois résidentiel et agricole où, naguère, en se rendant dans les Haut-Pays, les voyageurs s’arrêtent encore quelque peu pour y faire la sieste.
L’influence des champs et du bois dans ce village n’était pas étrangère à cet état d’esprit. En effet, la forêt domaniale de Colfontaine longe Eugies et s’étend sur 760 hectares vers Sars-la-Bruyère, Blaugies, Pâturages, Dour…
Le sol y est en majeure partie argileux. Sous la couche de terre arable, l’argile, bien dépourvue de carbonate de chaux, constitue une excellente terre de briques. Il y a eu d’ailleurs, à Eugies, plusieurs briqueteries.
À la rue des Déportés et la rue Baudouin, se retrouvent des affleurements de silex, de grès et de schiste qui donnent également à Eugies une géologie particulière.

## Le blason d'Eugies
Composition :
Le blason d’Eugies est constitué d'un lion armé et couronné, d'un écu (bouclier) surmonté d'un heaume (casque), d'un cimier doré (le cimier est un ornement qui surmonte un casque), lui-même surmonté de 2 mains gantées. Le heaume est entouré de lambrequins (longs rubans festonnés partant du heaume et entourant l'écu) rouges et jaunes.
Signification :
Le jaune "or" signifie la richesse, la sagesse. Le lion correspond à la royauté. Le rouge rappelle le courage. La couleur bleue évoque la force et la franchise.

## Patrimoine et culture

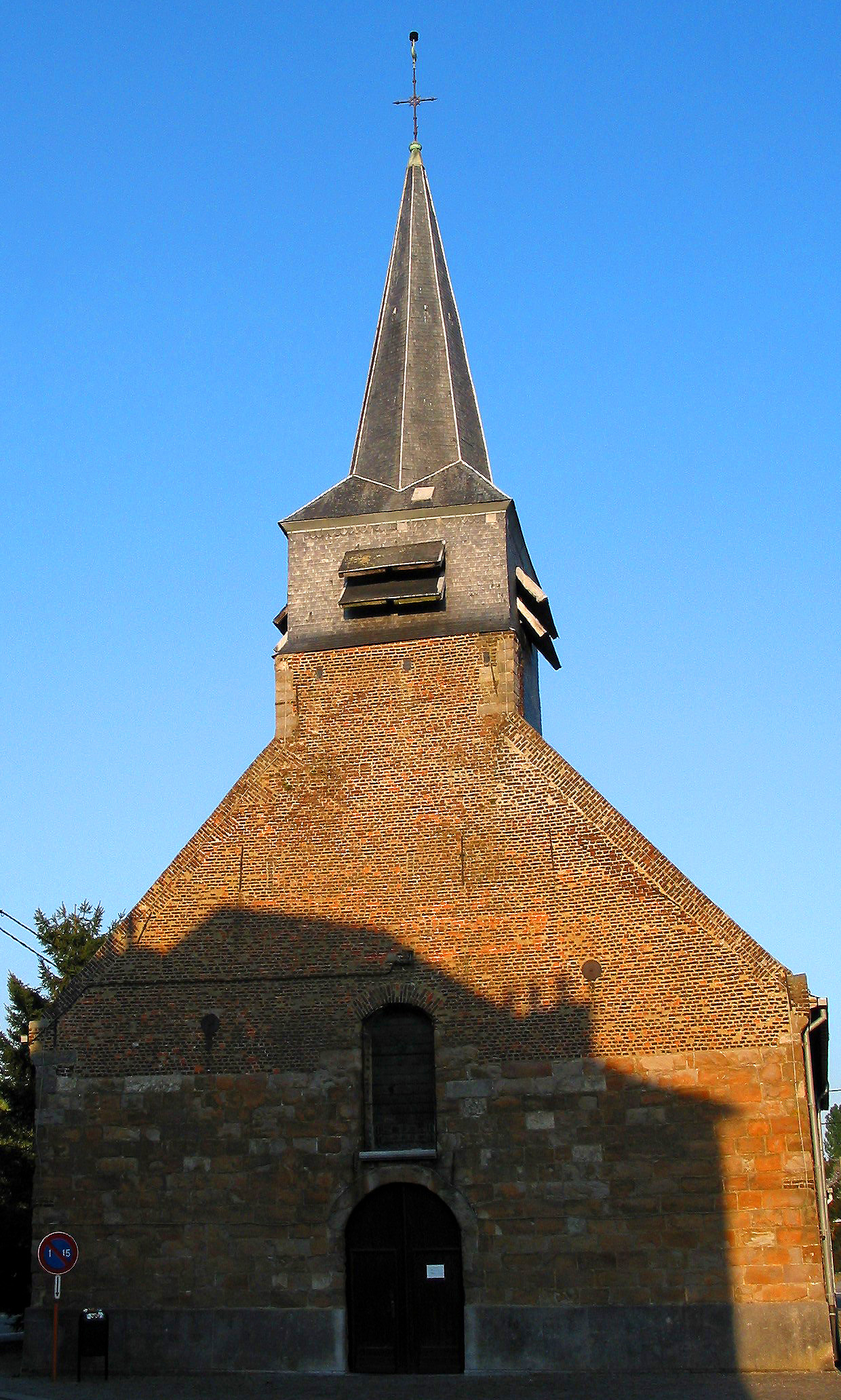
L'église Saint-Remy et l'ombre du presbytère.

### Patrimoine architectural et monumental

#### Église Saint-Rémy
La construction de l’église (actuelle) débuta vers la mi-avril 1789. Elle fut érigée en lieu et place d’une autre église devenue trop exigüe. L’ancien édifice faisait 17 mètres de longueur, 16,5 mètres de largeur. Elle avait une superficie de 950 pieds (88 mètres carrés)
L’église actuelle a une superficie de 168,61 m2 (1 815 pieds). Le bâtiment est de style composite. Il y a de la pierre et de la brique. Il y a également sur cette église des éléments de style classique.

#### La chapelle Notre-Dame-du-Coron (1687)
Elle fut édifiée à l’époque de Charles (Don Carlos) De Graves, baron et seigneur d’Eugies (qui séjourna à la cour d’Espagne). Elle est située le long d’une chaussée qui, à l’époque, se nommait ‘rue du coron’, d’où le nom de la chapelle.
Le bâtiment hexagonal est fait d’un soubassement en petits moellons et briques, larges aux angles et bordé d’un biseau mince. Les fenêtres sont grillagées à montants en briques et pierres sous arc de briques surbaissées. La porte est encadrée de harpes (pierre d’attente sortant d’un mur) en pierre et rehaussée d’une clé et d’une contre clé.
À l’intérieur, un autel est décoré par une statue de la vierge en bois, réalisée en 1845.
Chaque année était organisé un pèlerinage pour implorer la grâce et le secours de la vierge du Coron. Le pèlerinage fut supprimé au début des années 1970.

#### La maison communale
La décision de bâtir une maison communale fut prise lors du conseil communal du 20 juillet 1864. La première pierre fut posée le 2 septembre 1865 et la construction fut achevée le 21 avril 1867. En 2025, elle ne sert plus pour le conseil communal. Le conseil communal est organisé à Frameries depuis la fusion des communes de 1977. Elle est actuellement une salle d’exposition et le siège de la maison de la mémoire.

#### Monument aux morts
La construction d’un monument aux morts et d’une pelouse d’honneur fut décidée pour honorer et se souvenir de tous les sacrifices des héros du village morts pour la patrie. Initialement conçu pour les soldats de la Première Guerre mondiale, on y a ajouta, après la Seconde Guerre mondiale, le nom des soldats tombés lors de cette guerre. Il fut inauguré le 21 juillet 1924, date on ne peut plus symbolique (jour de la fête nationale belge).
Il y a au cimetière du village une parcelle, agrandie deux fois, appelée "pelouse d'Honneur" où reposent les anciens combattants et résistant(e)s des deux guerres. À proximité, s'y trouve également un caveau contenant les corps de soldats français. Une extension de la dite pelouse a été créée lors de l'agrandissement du cimetière. En plus de cela, des sépultures, portant le signe distinctif (rond avec les trois couleurs nationales) sont essaimées parmi les autres tombes.
Un carré réservé aux tombes de soldats britanniques morts lors de la Première Guerre mondiale. Les tombes de soldats belges se mêlent aux tombes des citoyens lambdas, mais sont identifiables via un drapeau belge présent sur leur tombe.

### Culture

#### Folklore
Depuis le Moyen Âge jusqu’au début du XIXe siècle, les fêtes célèbres des communes voisines sont passées aussi par Eugies.
Il y avait l’Allion, qui est la grande fête du soleil. Elle se déroulait lors de l’équinoxe du printemps pour célébrer le retour de la fertilité du sol. Elle se célébrait en allumant de grands feux et l’on faisait des rondes autour des bûchers. La fête se terminait dans les cabarets.
La guinguette, elle consistait pour les habitants à se joindre à des promeneurs se rendant au bois de Colfontaine pour fêter « l’ervenue du temps ». Elle fut remplacée par une ducasse se déroulant à Pâturages.
Il existait aussi le petit et le grand escouvion qui était une fête où on allumait de grands feux dans les prairies. Ces fêtes ont été supprimées pour diminuer les risques d’incendies et cela dès 1823.
Il existait aussi, autrefois[Quand ?], les feux de la Saint-Jean en mémoire de l’apôtre Jean car il était celui dont le Christ avait dit : « Jean, tu es la lumière ardente ».
Il y avait deux ducasses, la grande et la petite ducasse. La grande ducasse communale date du Moyen Âge. Elle se déroulait le premier octobre qui est la fête de saint Remy. La petite ducasse, elle se déroulait lors du dimanche le plus proche du 18 juin. Ces divertissements étaient encouragés par les pouvoirs communaux ; ceux-ci donnaient une contribution de cent francs, lors de la ducasse du 16 juin 1872, pour que la fête soit la plus brillante possible, notamment par un tir à l’arc avec une prime élevée. Les divertissements s’étalaient sur plusieurs jours et le tir à l’arc amenait beaucoup de monde.
Les différentes ducasses qui se produisaient à Eugies sont :
- La ducasse Saint-Remy ;
- La ducasse de l’Aissette[4];
- La ducasse de là-Haut ;
- La ducasse du Culot ;
- La ducasse de Mégrin.

Toutes ces fêtes ont disparu. La seule qui persiste dans le folklore d’Eugies est la brocante du 15 août, avec sa course à pied se déroulant le matin et son feu d'artifice en clôture de l’événement. Cela a débuté dans les années 1980 et dure depuis plus de 30 ans.

#### Expressions locales
"Avo é blanc nez" : expression désignant un enfant mal portant.
"Féyère" : feu en incandescence
« El feu s’ta féyère » : le feu est tout rouge
« Ene tiète comme ene
féyère » : une tête qui est prête à exploser
"Widgies poirettes" : à Eugies, existaient beaucoup de haies d’épines sur lesquelles abondaient après la floraison les nombreuses baies rouges de l’aubépine, les poirettes. D’où l’expression propre au village d’Eugies.
"Robiner" : abattre au moyen d’un bâton les derniers fruits subsistant dans les vergers. De même pour les pommes de terre restées dans les champs après la récolte.
"Ramint’vinces" : souvenirs.

#### Espaces culturels
En 2014, il y a à Eugies deux salles d'expositions: une communale et une autre privée ainsi qu'une asbl à but culturel. La maison communale a aujourd'hui un tout autre rôle qu'avant. Aujourd'hui siège de la maison de la mémoire et de la culture elle accueille souvent des expositions de photos et de peintures d'artistes de la commune et des environs. Elle est également utilisée pour des expositions relatant des grands faits de l'Histoire de la commune. En 2012, une exposition sur la Première Guerre mondiale y a été organisée. Le but de ce genre de manifestation est de ne pas oublier et de transmettre aux nouvelles générations ce qui s'est passé avant. La salle d'exposition privée se nomme "La maison d'Anna"; elle est située à quelques dizaines de mètres de l'ancienne maison communale. Outre des expositions de photos et de peintures, sont régulièrement organisées des lectures à haute voix. Ces lectures sont parfois effectuées par l'auteur du roman en personne. La maison d'Anna fut créée en 2007. Enfin, l'asbl à but culturel se nomme Espace Culturel et Social de Frameries et se trouve à proximité des autres lieux culturels. Cette asbl organise des événements populaires et accueille des groupes sportifs, de pensionnés, de bricolage, de couture et un club de football l'Ajax.

#### Présence et Action Culturelles (PAC)
PAC organise tout au long de l’année des activités pour les enfants du village (la chasse aux œufs, les jeux pour enfants, le cortège d’Halloween), mais aussi la traditionnelle brocante du 15 août. Cette brocante est très connue dans la région. Chaque année, ce sont plus de 700 exposants et 10 000 badauds qui se pressent à la brocante.

## Économie locale
Eugies est un village majoritairement résidentiel. Cependant, il existe une activité économique via les secteurs secondaire et tertiaire. Le secteur primaire est composé des 3 fermes encore en activité en janvier 2014. Il y a à Eugies un dépôt de la société de transport public (TEC) qui emploie une centaine de personnes, mais aussi plusieurs entreprises de construction de taille variable, une entreprise de terrassement et 2 ferronneries. Le reste de l’économie étant dominé par le secteur tertiaire. En 2014, ce secteur est très représenté : 3 cafés, 1 librairie, 1 boulangerie, 1 boucherie, 1 animalerie pépinière, 1 tatoueur, 1 toiletteur pour chiens, 3 coiffeurs, 1 entreprise de pompes funèbres et une friterie.
Le nombre de commerces et d’entreprises à Eugies fluctue très souvent. Depuis le début du XXIe siècle, de nombreux commerces ont cessé leur activité : 2 boucheries, 1 café, 1 supérette, 1 garage automobile et une entreprise de fabrication de meubles de bureau. Cependant, de nouveaux commerces ont ouvert. Une friterie, un toiletteur pour chien…

## Galerie

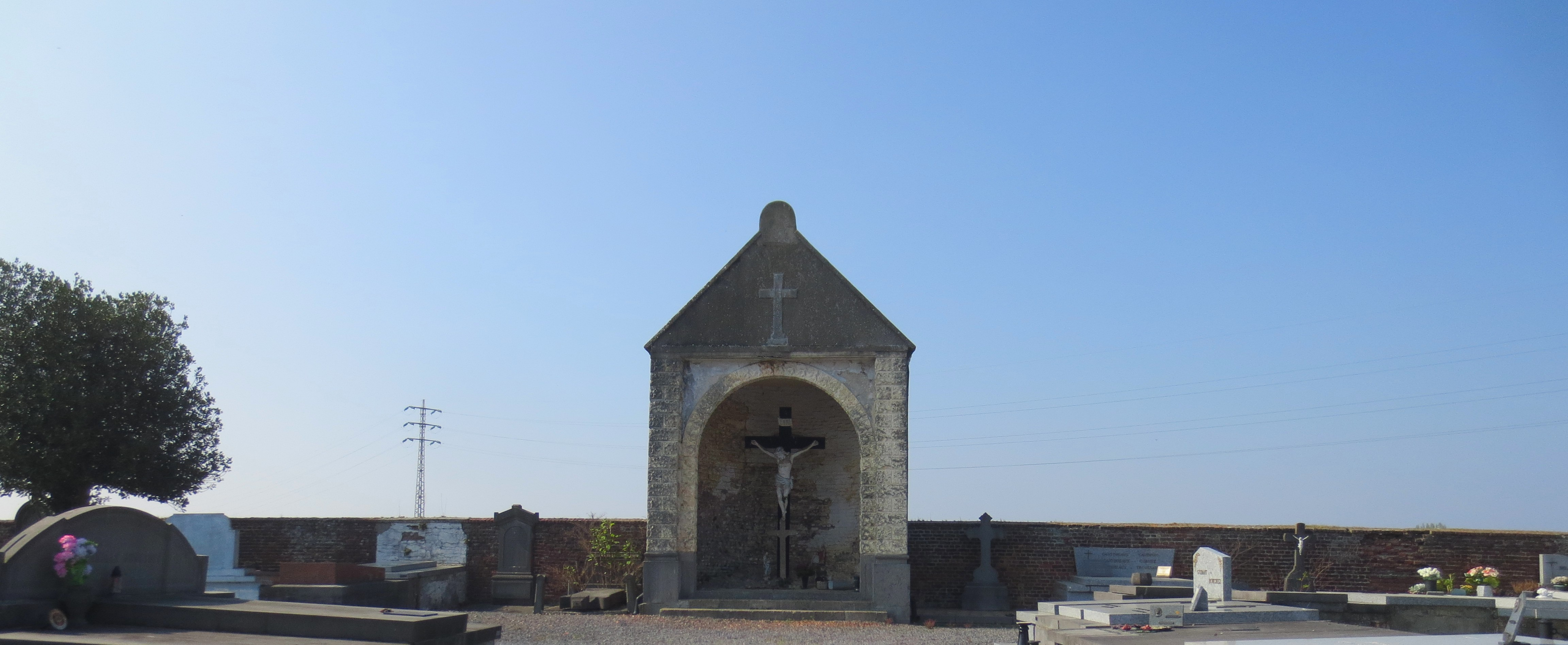
Le calvaire.
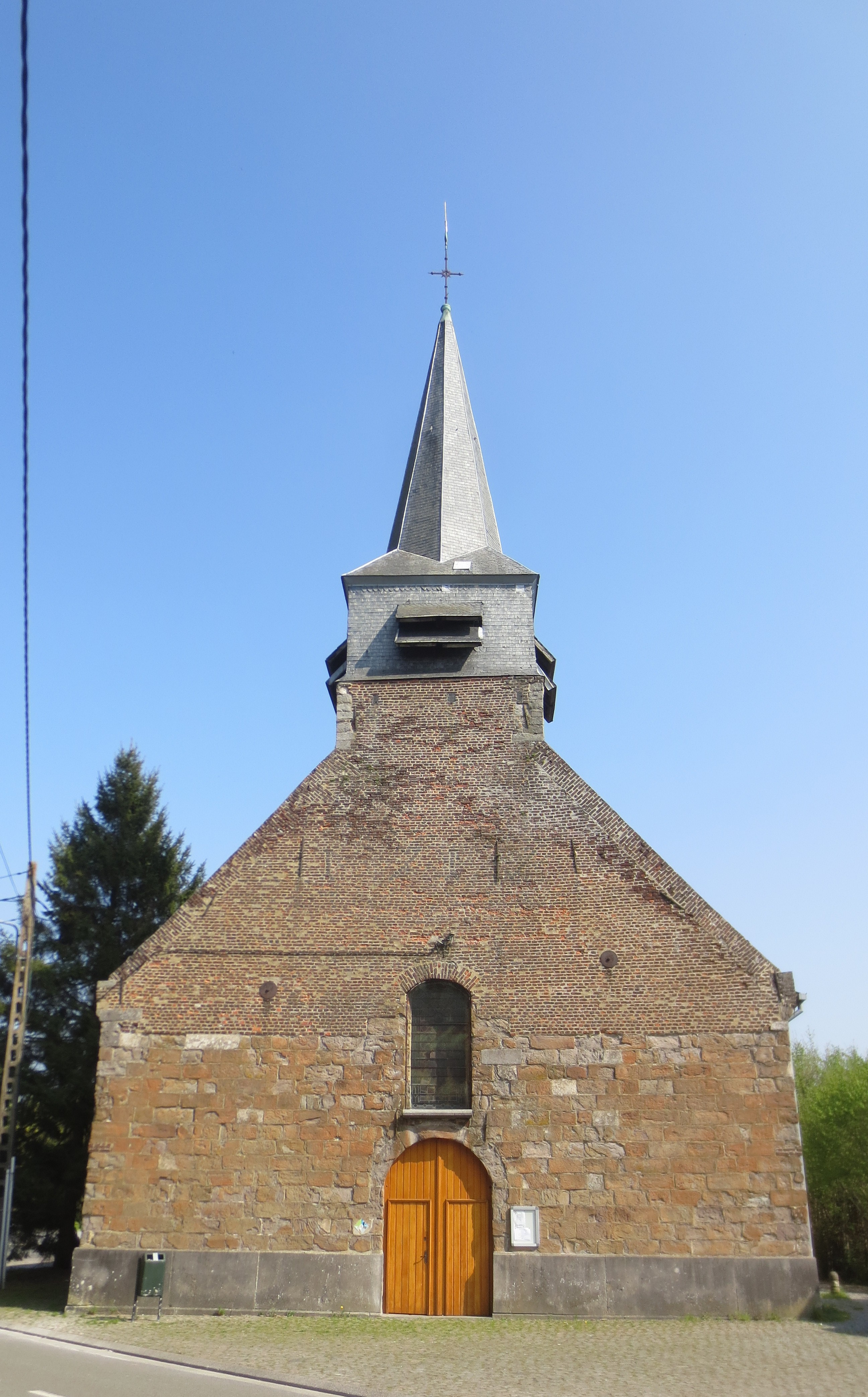
L'église.
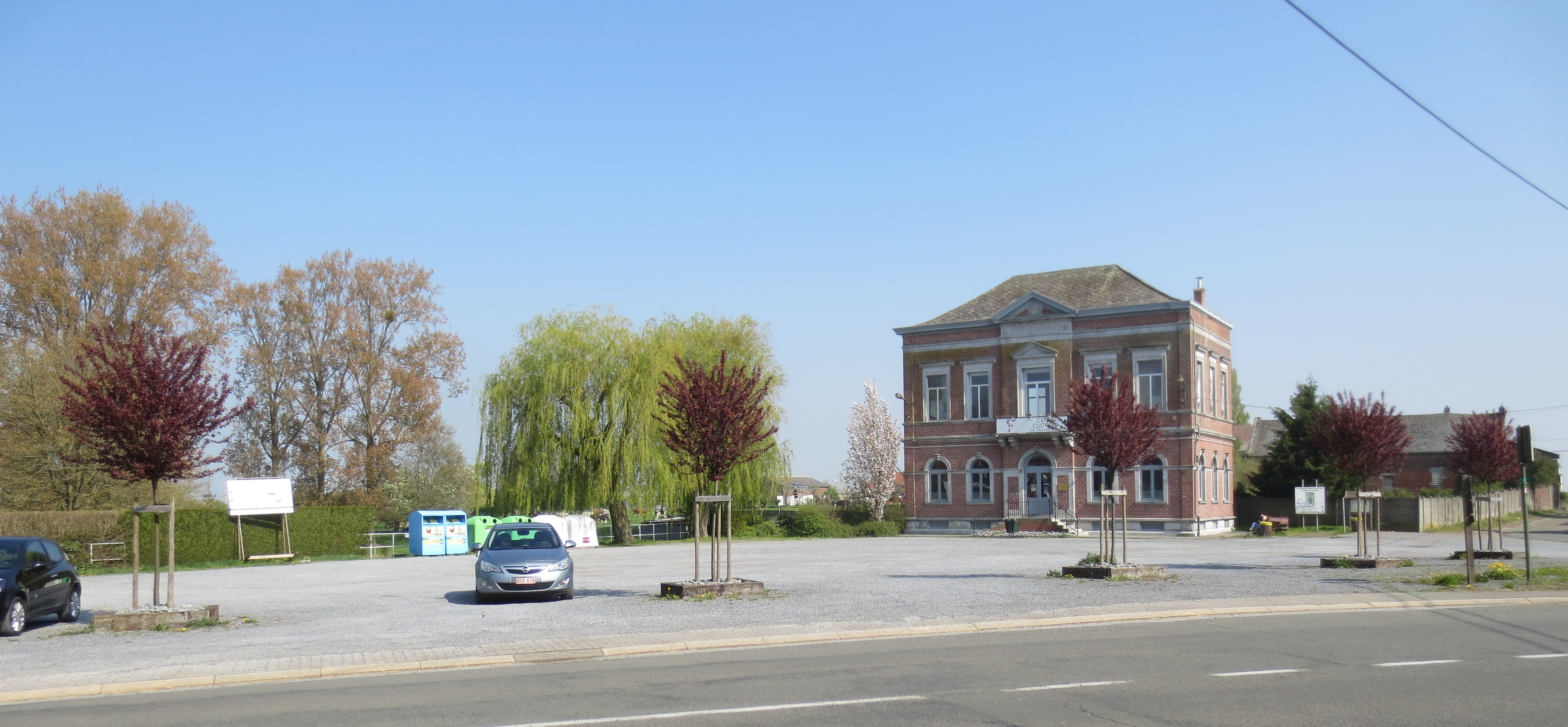
La place.
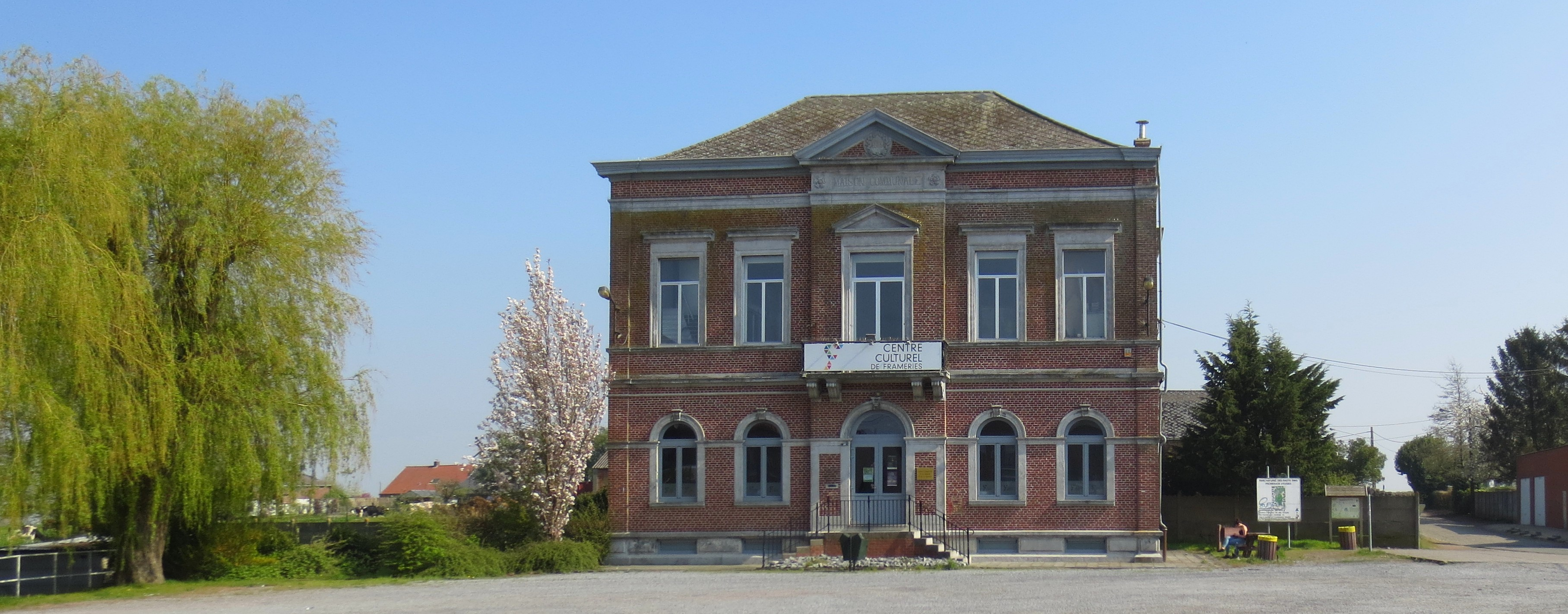
La maison communale.

## Sports et vie associative

### Vie associative

#### Mouvement de jeunesse
Le patro d’Eugies est actif à Eugies via la section nommée patro Saint-Rémy. Son local est situé dans une annexe de l’école Saint-Joseph. Il y a aujourd’hui une trentaine d’enfants qui fréquentent chaque dimanche après-midi les activités organisées par les animateurs.

## Personnages célèbres
- François de Salignac de La Mothe-Fénelon, (dit Fénelon) (1651-1715), écrivain et homme d'Église français.
- Bénédicte Liénard, cinéaste née en 1965
- Claire Pugenger alias Klairet.s, auteure et conférencière autour du cancer.